# Romería de San Benito Abad

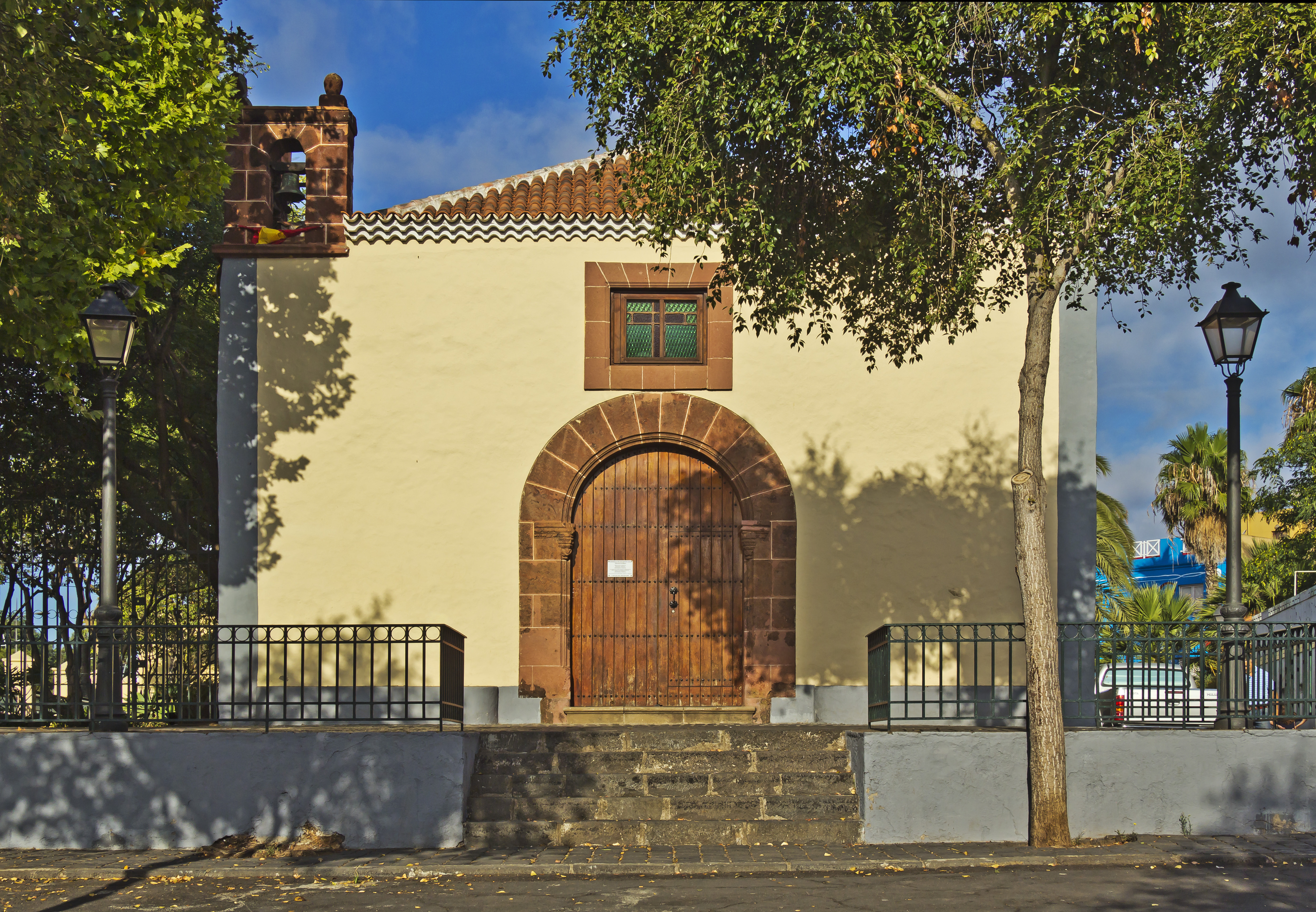
Chiesa di San Benedetto, San Cristóbal de La Laguna.

La Romería Regional de San Benito Abad è una processione/pellegrinaggio annuale popolare che si celebra la seconda domenica di luglio nella città di San Cristóbal de La Laguna (Tenerife, Spagna). San Benedetto da Norcia è lo storico patrono dei contadini dell'isola di Tenerife.

## Storia
Nel 1532 l'isola di Tenerife soffriva di una siccità e la corporazione dei contadini mise i nomi di diversi santi cattolici in un cappello, carte piegate. È stata effettuata una votazione casuale che è stata ripetuta tre volte; si estraeva sempre il nome di San Benedetto (San Benito), che era considerato un disegno divino. La festa che si celebra da allora, è un riconoscimento ai contadini che hanno reso omaggio al Santo per la sua protezione e il suo impegno per assicurare un buon raccolto e la fertilità necessaria per le piogge del campo. La presenza della campagna in città acquisì nel tempo un carattere massiccio e partecipativo e il pellegrinaggio divenne un incontro di due mondi: quello agricolo e quello urbano.
Inizialmente il pellegrinaggio si svolge a giugno, anche se a causa delle condizioni meteorologiche è stato successivamente spostato alla seconda domenica di luglio. La processione si svolge per le strade in cui le persone si vestono con i costumi tipici e i carri trainati da buoi sono adornati con prodotti tipici. Lungo il percorso in tutta la città c'è anche musica popolare delle Canarie.
La romería è stata dichiarata Festival di Interesse Turistico nel 1980, è diventato di Interesse Turistico a livello regionale nel 1987 ed è il pellegrinaggio più rappresentativo delle Isole Canarie, a cui partecipano gruppi provenienti da tutti gli angoli dell'arcipelago. Inoltre, è l'unico pellegrinaggio nelle Isole Canarie a detenere il titolo di "Regionale" (cioè dell'intera regione delle Canarie). Allo stesso modo, è considerato uno dei pellegrinaggi più importanti della Spagna.